# هنگ آمادگی مرکزی ژاپن
هنگ آمادگی مرکزی ژاپن (انگلیسی: Central Readiness Regiment) یک هنگ پیاده‌نظام از نیروی زمینی دفاع‌ازخود ژاپن است که در کمپ اوتسونومیا، در نزدیکی فرودگاه صحرایی آتسونومیا (کمپ کیتا-اوتسونومیا) مستقر است، زیرا قرار است برای استقرار سریع هم در ژاپن و هم در خارج از کشور آماده باشد.

## تاریخچه
این هنگ در اوت ۲۰۰۶ تأسیس شد. اولین فرمانده هنگ، سرهنگ یاماموتو، در سال ۲۰۰۷ منصوب شد و تشکیل این هنگ تا مارس ۲۰۰۸ تکمیل شد.
در سال ۲۰۰۹، یک گروهان منتخب از این هنگ به جیبوتی اعزام شد تا در یک عملیات ضد دزدی دریایی به عنوان نیروی امنیتی در پایگاه هوایی شرکت کند. از آن زمان، این هنگ در تعدادی از مأموریت‌های خارج از ژاپن، از جمله مأموریت کمک‌های بشردوستانه برای زلزله هائیتی در سال ۲۰۱۰ و مأموریت سازمان ملل متحد در سودان جنوبی، مستقر شده است.
در جریان سقوط کابل و تخلیه از افغانستان در جنگ افغانستان، این هنگ برای تخلیه شهروندان خود در افغانستان اعزام شد.

## سازمان و تجهیزات
این هنگ به عنوان یک هنگ پیاده‌نظام منحصر به فرد از نیروی آمادگی مرکزی تأسیس شد. برخلاف تیپ ۱ هوابرد که یک نیروی هوابرد منحصر به فرد است، این هنگ جدول سازماندهی و تجهیزاتی مشابه یک هنگ پیاده‌نظام با سه گروهان تفنگدار را اتخاذ کرده است. با این حال، این هنگ سازماندهی تخصصی خود را برای مأموریت‌های ویژه ایجاد کرده است، از جمله یک گروهان مهندسی رزمی که در سال ۲۰۱۷ تأسیس شد و یک تیم خنثی‌سازی مهمات انفجاری در سال ۲۰۱۹. همه سربازان این هنگ داوطلب انتقال شده‌اند و بسیاری از آنها به عنوان چترباز یا تکاور واجد شرایط هستند.
این هنگ مجهز به خودروهای جنگی زرهی مشابه سایر هنگ‌های پیاده‌نظام، از جمله کوماتسو و نفربر زرهی نوع ۹۶ است. علاوه بر این، این هنگ همچنین به تجهیزات منحصر به فردی برای آمادگی جهت عملیات نظامی غیر از جنگ در خارج از کشور مجهز است، مانند خودروهای تحرک محافظت‌شده بوش‌مستر برای عملیات تخلیه غیرجنگی و دستگاه‌های صوتی دوربرد به عنوان سلاح‌های غیرکشنده.
در ۲۵ اوت ۲۰۱۹، یک خودروی زمینی بدون سرنشین ساخت آی‌اچ‌آی در نمایشگاه فوجی فایرپاور ۲۰۱۹ برای ماموریت‌های دفع مهمات انفجاری مستقر شد.